# Chàm (bệnh)
Chàm (eczema) là tình trạng viêm da sẩn mụn nước do phản ứng với các tác nhân nội và ngoại sinh.
Bệnh Eczema, lấy từ gốc tiếng Hy Lạp: Eczeo – chỉ những tổn thương là mụn nước, bệnh được biết từ thế kỷ thứ 2 trước công nguyên với sự hiểu biết là do rối loạn một số yếu tố ở ngay trong cơ thể. Dân gian thường gọi là chàm tổ đỉa, vì tổn thương tái diễn lâu ngày da sần sủi kèm theo các lỗ hút sâu rỉ nước vàng như mồm con đỉa.
Eczema là một trạng thái viêm lớp nông của da cấp tính hay mạn tính, tiến triển từng đợt hay tái phát, lâm sàng biểu hiện bằng đám mảng đỏ da, mụn nước và ngứa. Nguyên nhân gây bệnh rất phức tạp, do: nội giới, ngoại giới nhưng bao giờ cũng có vai trò thể địa dị ứng. Về mô học có hiện tượng xốp bào (Spongiosis). Eczema là bệnh ngoài da phổ biến, là bệnh da ngứa điển hình, mạn tính hay tái phát, điều trị còn khó khăn

## Triệu chứng và diễn biến của bệnh
Bệnh là hiện tượng viêm bì, thượng bì, nguyên nhân rất phức tạp, thường phát sinh do một quá trình phản ứng của da trên một cơ địa đặc biệt dễ phản úng với dị nguyên ở trong cơ thể (hoặc một số rất ít) ở ngoài cơ thể, với biểu hiện tổn thương trên da là những mảng hồng ban, mụn nước thành đám, tái đi tái lại nhiều lần và rất ngứa.
Bệnh tiến triển qua các giai đoạn: Hồng ban, mụn nước, chảy nước, đóng vảy tiết, bong vảy và Lichen hóa.
Giai đoạn hồng ban
Thường bị bỏ qua, bệnh nhân thường bỏ qua không đi khám bệnh, các thầy thuốc cũng thường bỏ qua vì nhiều khi dấu hiệu này biến mất không để lại dấu hiệu bệnh lý của bệnh ngoài da, hoặc đây chỉ là dấu hiệu ban đầu của một bệnh ngoài da khác
Giai đoạn mụn nước
Đây là đặc trưng cơ bản của bệnh, mụn nước thường tập trung thành từng đám, kích thước to 1 – 2 mm, tương đối đồng đều, phát triển đùn từ dưới lên hết lớp này đển lớp khác, mụn nước tự vỡ (hoặc do gãi) làm chảy nước dịch nhày. Nếu có bội nhiễm thì tổn thương sưng phù nhiều dịch tiết hoặc có mủ
Giai đoạn đóng vảy tiết
Bong da và lên da non: Dịch nhày và huyết tương đóng khô lại kèm theo hiện tượng da chết thành mảng bong ra để lại bện dưới là lớp da non nhẵn bóng như vỏ hành hơi sẫm màu nền da hơi chai cộm
Giai đoạn Lichen hoá (hằn cổ trâu) 
Eczema tiến triển lâu ngày, da càng ngày càng sẫm màu, tăng nhiễm cộm, bề mặt xù xì thô ráp, sờ nền cứng cộm, các hằn da nổi rõ, ở giữa các hằn da có các sẩn dẹt như trong bệnh lichen, quá trình này gọi là liken hoá. 
Bệnh diễn biến đan xen từng đợt, có thể có chu kỳ phát nặng (hoặc tạm lui) theo mùa. Các giai đoạn của bệnh thường xen kẽ lồng vào nhau, ngứa là triệu chứng xuyên suốt, xuất hiện sớm nhất và tồn tại dai dẳng

## Các thể lâm sàng

### Eczema tiếp xúc (Contact eczema, contact  dermatitis)
Xuất hiện đầu tiên ở vùng tiếp xúc, thường là vùng hở, có khi in rõ hình vật tiếp xúc (hình quai dép, dây đồng hồ, kính đeo mắt...) Tổn thương cơ bản là da đỏ xung huyết, hơi nề, trên bề mặt có mụn nước, có thể có hình thái mãn tính khô dày cộm có vảy. Dừng tiếp xúc với dị vật bệnh thuyên giảm, tiếp xúc lại bệnh vượng lên. Làm phản ứng da với chất tiếp xúc cho kết quả dương tính

### Eczema thể địa  (Atopic dermatitis)
Đây là thể lâm sàng thường gặp nhất, liên quan nhiều đến yếu tố tự miễn, theo lứa tuổi lại có biểu hiện lâm sàng khác nhau:
Eczema thể địa ở tuổi nhũ nhi và sơ sinh: Bệnh thường ở mặt trán, hai bên cân đối nhau tạo nên tổn thương hình móng ngựa, hình cánh bướn (Bệnh chàm cánh bướm). Tổn thương thường là dát đỏ có nhiều mụn nước trên bề mặt, trợt, chảy dịch, có mủ hoặc đóng vảy tiết.
Eczema thể địa ở người lớn: Tổn thương cơ bản là những đám mảng mụn nước, tiết dịch hoặc đóng vảy tiết hoặc lichen hoá, vị trí ở bất cứ chỗ nào  trên cơ thể, tính đối xứng hai bên ít hơn (thường là bị cả hai bên cơ thể, nhưng có nhiều trường hợp tổn thương chỉ khu trú rõ rệt ở một bên còn vị trí tương ứng ở bên kia hoàn toàn bình thường). Các tổn thương thường ở các nếp gấp lớn, bàn tay, bàn chân...

### Eczema thể đồng tiền (Nummular Eczema)
Các đám tổn thương hình tròn hoặc ovan, ban đầu là đám đỏ tiết dịch, có mụn nước, sẩn, tiết dịch, vảy tiết, vảy da, lichen hoá có giới hạn rõ ràng, thường khu trú rõ ràng ở mặt duỗi của chi (mặt trước cẳng chân, tay, mu bàn chân bàn tay...Có ý kiến cho răng Eczema đồng tiền là một thể đặc biệt của Eczema vi khuẩn, có ý kiến lại cho rằng eczema đồng tiền là một phân thể của eczema thể địa

### Eczema da dầu (Seborrheic dermatitis)
Vị trí thường gặp nhất là đầu, ở mặt thường bị ở lông mày, quanh mắt, giữa mũi, nếp mũi má,sau tai. Tổn thương là đám mảng đỏ trên có vảy, vảy mỡ, đôi khi có sẩn trên bề mặt, giới hạn tương đổi rõ, khô. Vi thể có hiện tượng xốp bào.

## Nguyên nhân và cơ chế bệnh sinh
Nguyên nhân phức tạp nhiều khi khó hoặc không phát hiện được. Có thể do:

### Nguyên nhân ngoại giới
Các yếu tố vật lý,hoá học, thực vật, sinh vật học đụng chạm vào da gây cảm ứng thành viêm da, eczema (các chất này gọi là di nguyên). Ví dụ: ánh sáng, thuốc bôi, tiêm uống, các hoá chất dùng trong công nghiệp, trong gia đình (cao su, kền, crôm, xi măng, sơn...) Một số bệnh ngoài da gây ngứa (nấm, ghẻ...) do chà xát, bôi thuốc linh tinh... có thể trở thành eczema thứ phát.

### Nguyên nhân nội giới
Rối loạn chức phận nội tạng, rối loạn thần kinh, rối loạn nội tiết có thể là nguyên nhân trực tiếp hay gián tiếp gây bệnh Eczema

### Phản ứng dị ứng
Dù nguyên nhân nội giới hay ngoại giới, cũng đều có liên quan đến phản ứng đặc biệt của cơ thể dẫn đến phản ứng dị ứng, bệnh nhân có thể địa dị ứng. Theo Halpem và Coombs: Phản ứng Eczema được xếp vào kiểu mẫn cảm tế bào trì hoãn trong đó có vai trò của tế bào lympho mang ký ức kháng nguyên.

## Điều trị

### Dân gian chữa Eczema
Thường dùng vỏ cây Hoàng bá (núc nác), giã nát đắp lên vùng da tổn thương, trong bộ đội thời đánh Mỹ cũng lưu truyền bài thuốc chữa ngoài da có tác dụng chữa các bệnh ngoài da và được một số cơ sở điều trị quân y đã áp dụng và phát triển

### Đông y chữa Eczema
Do phong phối hợp với nhiệt và thấp lúc đầu thấy hơi đỏ và ngứa và sau một thời gian ngắn nổi cục, mụn nước, chảy nước, đóng vẩy, bong vẩy và khỏi.
Các bài thuốc Đông y chữa Eczema, chia thành 2 thể:
Thấp nhiệt
Triệu chứng: Da hồng, đỏ ngứa,có mụn nước, loét, chảy nước vàng, mùa hanh khô, chảy máu tươi, để lâu ngày có thể gây viêm họng
Pháp trị: thanh nhiệt táo thấp Bài thuốc trị Chàm thấp nhiệt: Hoàng cầm: 12; Hoàng bá: 12; bạch tiễn bì: 12; Linh bì: 12; Hoạt thạch: 12; Khổ sâm: 12; Sinh địa: 20 Ngân hoa: 20; Thổ phục linh: 20; N hoàng bá: 12; Hoàng đằng: 8;
Phong nhiệt
Triệu chứng: da hơi đỏ có mụn nước phát toàn thân, ngứa gãi chảy nước, ít loét
Pháp trị: Sơ phong thanh nhiệt, trừ thấp
Bài thuốc trị chàm phong nhiệt: Long đởm tả can thang gia giảm
Hoàng cầm: 8; Chi tử: 12; Qui đầu: 8; Sài hồ: 8; mộc thông: 8; Cam thảo: 2; sinh địa: 8; Trạch tả: 12; Sa tiền: 8; Thuyền thoái:6 Kinh giới: 12; X truật: 8; Ngưu bàng: 12; Khổ sâm: 12; N hoàng bá: 8; long đởm thảo: 8
Thuốc dùng ngoài
Thuốc ngâm: Dùng Tô mộc, Kinh giới, H đằng sắc đặc ngâm chỗ tổn thương khi nước còn nóng. Hoặc hàng ngày tắm bằng nước lá tre
Châm cứu
Tuỳ vị trí cơ thể, chọn huyệt tại chỗ và lân cận. Chân: Tam âm giao, Dương lăng tuyền,...Toàn thân: Trừ phong: Hợp cốc Trừ thấp: Túc tam lý Hoạt huyết: Huyết hải
Mãn tính
Do phong và huyết táo gây ra: da dày khô, ngứa, nổi cục, có mụn nước, hay gặp ở đầu,mặt, cổ chân, cổ tay, khuỷu tay, đầu gối, pháp trị: khu phong dưỡng huyết nhuận táo chàm mãn tính
Bài thuốc: Qui đầu: 12; Thục địa: 20; Bạch thược: 12; xuyên khung: 8; Kinh giới: 16; X truật: 12; Khổ sâm: 8; Thuyền thoái: 6; Phòng phong: 12 Tiễn bì:  10; Tật lê: 8; Địa phụ tử: 8;  Hoàng bá: 8; Hy thiêm:  12;
Thuốc dùng ngoài: Thuốc ngâm: Kinh giới, Hy thiêm đều 50g. nấu nước ngâm rửa làm mềm chỗ da bị xơ cứng và giảm ngứa nhanh

### Tây y chữa Eczema
Phác đồ điều trị được chia thành 3 thể.